# La Candelaria (banda)
La Candelaria fue una banda mexicana de rock, Hip Hop, rock alternativo, salsa y funk conformada por José Miguel González Durán (exvocalista de L.L.T), Jaime Alejo Chaac, Rafael “Boris” Márquez Heine (tecladista de Los Amantes de Lola) , Miky Huidobro Más tarde bajista y vocalista de Molotov, Melchor “Melesio” Magaña entre otros, formada en el año de 1990
Fueron denominados una All Star Band Tras tocar en varios conciertos con más de 10 músicos invitados o permanentes y fueron una de las grandes influencias a bandas Hip Hop, Salsa Rock de la urbe y de la música independiente mexicana. Sus influencias musicales más claras se encuentran en bandas como Los Nena, Molotov, La Lupita, y otras bandas o proyectos alternos como La Orquesta Picante de Jose Miguel, Los Odio! entre otros.

## Historia
La banda se formó en el sur de la Ciudad de México, específicamente de la Colonia Las Águilas, en 1990 por José Miguel González Durán quien fue uno de los integrantes de L.L.T., una banda mexicana de los 80´s de Electrónica, Underground y Alternativo que más tarde abrió la escena musical a bandas como Mœnia, OBK, Los Prisioneros y también ingeniero de audio en algunos discos de Los Amantes de Lola y por Chaac Alejo músico multidisciplinario, que ha participado con bandas como la molotov, los panters, diversos grupos de música afro cubana, y el grupo "Mi reyna".
Jaime Alejo (Chaac)  por sus trabajos como productor y por su gusto por el  largometraje y la animación , y por su participación importante en la banda y otras bandas alternativas e independientes. Ellos decidieron formar una banda a la que llamaron La candelaria.
Tiempo después de haber ensayado y presentándose en diversos conciertos y festivales se formó la primera alineación del grupo un 2 de febrero de 1991 con Chaac Alejo en las percusiones, programación, teclados y voz, José Miguel en la trompeta y voz, Miguel Ángel “Micky” Huidobro Preciado tras al bajo, Juan Carlos “Mosco” Paredes en la guitarra y Melchor “Melesio” Magaña en la batería e Ismael Fuentes "Tito" en la guitarra también.
La candelaria se convirtió en un taller libre por donde han desfilado un sin fin de músicos, entre los que se encontraron a Ismael “Tito” Fuentes de Garay  (Molotov), Jay De La Cueva (Fobia y Moderatto), Michel DeQuevedo (La Lupita), Luis Fernando Alejo (Los Mezcalites, jazzociation, Los Nena como músico invitado), Alberto “El Gnomo” Bribiesca, Francisco Fierro, Gerardo Trigueros, Luis Alberto Blum, Juan Cisneros, Diego Alcázar, Iván Jared, entre muchos otros.
Tras Años desde su fundación, de conciertos y presentaciones en la Ciudad de México, La candelaria se convirtió en una banda de alcances masivos más allá de la capital mexicana y del tianguis del chopo y cada vez esta banda tocaba con músicos de mayor nivel, desde 1992 hasta 1995 grabaron sus primeras canciones.  en 1995 lanzaron Ejercicios De Respiración, un EP con cuatro canciones. ese mismo año lanzan su primer LP. bajo el nombre de Técnicas de limpieza.

## Dsicografia

### Álbumes
- Técnicas de Limpieza (1995)
- Volando entre las Nubes (2003)
- Rico y Gozoso (2004)

### Sencillos
- San Andrés (1995)
- Slow & Low Disco Jam (1995)
- "Los pasitos" (1995)
- "La Sirena"    (1995)
- Volando Entre Las Nubes (2000)
- Hace Tiempo (2004)
- Rico y Gozoso (2004)

### Videos
- San Andrés (1995) Del Álbum Técnicas de Limpieza  Director: Alejandro Cantú, Mauricio Alejo

- Hace Tiempo (2004) Del Álbum Rico y Gozoso  Director: Alejandro Cantú, José Miguel González Durán

### Ediciones Especiales
- Técnicas de Limpieza (Edición Especial Bonus Tracks) (1998)

- Los Cuates de Chabelo (Colaboración) (1999)

- Volando entre las Nubes (Re-lanzamiento) (2007)

- Datos: Q16587323